# Mathieu Drujon
Mathieu Drujon (ur. 1 lutego 1983 w Troyes) – francuski kolarz szosowy.
Drujon jest medalistą mistrzostw Francji w e-kolarstwie.

## Osiągnięcia
Opracowano na podstawie:
2004
- 1. miejsce na 3. etapie Ronde de l’Isard

2006
- 3. miejsce w Classic Loire Atlantique

2007
- 3. miejsce w Paryż-Mantes
- 3. miejsce w Tour de Vendée

2009
- 1. miejsce na 2. etapie Tour Méditerranéen (jazda drużynowa na czas)

2011
- 3. miejsce w Paryż-Troyes

2013
- 1. miejsce w Classic de l’Ardèche

## Rankingi
| Rok             | 2011 | 2012 | 2013 |
| --------------- | ---- | ---- | ---- |
| UCI Europe Tour | 83.  | 667. | 96.  |
|                 |      |      |      |
| Źródło: UCI     |      |      |      |